# Счастливчик Луи
Счастливчик Луи (англ. Lucky Louie) — американский комедийный телесериал, один сезон которого вышел в 2006 году в США на телеканале HBO, а также в Канаде на каналах Movie Central (англ. Movie Central), The Movie Network (англ. The Movie Network) и The Comedy Network (англ. The Comedy Network). Создателем, сценаристом и исполнительным продюсером сериала выступил стендап-комик Луи Си Кей, также сыгравший заглавного персонажа — механика, работающего на полставки в магазине глушителей.
Счастливчик Луи — первый сериал HBO, снятый перед живой аудиторией в студии методом многокамерной съемки с использованием закадрового смеха. Вдохновленное ситкомами Нормана Лира, шоу изображает жизнь небогатой рабочей семьи, имеющей спартанскую обстановку и гардероб. Серии обыгрывают самые разные темы, включая секс и расизм, нередко звучит ненормативная лексика. В ролях задействованы многие известные стендап-комики, в том числе Джим Нортон (англ. Jim Norton (comedian)), Лаура Кайтлингер, Ник Ди Паоло, Тодд Бэрри и Рик Шапиро.
HBO заказал 12 эпизодов, которые вышли в эфир летом 2006 года, а также сценарии к 8 эпизодам для второго сезона. Однако в сентябре 2006 года сериал был закрыт — по ряду причин, от содержания самого шоу до экономических сложностей канала.

## Сюжет
Шоу вращается вокруг жизни Луи, механика на полставки в магазине глушителей, которым владеет его друг Майк, а также жены Луи — Ким (Памела Эдлон), которая работает медсестрой и является кормильцем семьи, и их четырёхлетней дочери Люси (Келли Голд).

## Актёры и персонажи
| Актёр            | Персонаж | Описание                |
| ---------------- | -------- | ----------------------- |
| Луи Си Кей       | Луи      | Главный герой           |
| Памела Эдлон     | Ким      | Жена Луи                |
| Келли Голд       | Люси     | Дочь Луи и Ким          |
| Майк Хагерти     | Майк     | Работодатель и друг Луи |
| Лаура Кайтлингер | Тина     | Жена Майка              |
| Джерри Майнор    | Уолтер   | Сосед Луи и Ким         |
| Ким Хоторн       | Элен     | Жена Уолтера            |
| Рик Шапиро       | Джерри   | Брат Ким                |
| Джим Нортон      | Рич      | Друг Луи                |

## Создатели
Луи Си Кей выступил создателем, звездой, главным сценаристом и исполнительным продюсером. Майк Ройс стал шоураннером и исполнительным продюсером. Также исполнительными продюсерами были Дэйв Бекки и Вик Каплан. В команду сценаристов вошли Си Кей и Ройс, Кит Босс (соисполнительный продюсер), Патрисия Брин (исполнительный редактор), Джон Росс (исполнительный редактор), Мэри Фитцджеральд (сценарист), Грег Фитцсиммонс (сценарист), Дэн Минтц (сценарист), Дино Стаматопулос (сценарист) и Аарон Шуар (консалтинг-продюсер), которые ранее работали над сериалом Все любят Рэймонда.
Музыкальную тему под названием «Lucky Louie Theme» написал Марк Риверс. Анимированные титры созданы Дэвидом Тристманом.
Эндрю Д. Вейман выступил в качестве директора сериала. Продюсеры шоу — Лео Кларк и Эндрю Д. Вейман. Ассоциированный продюсер — Ральф Паредес. Консалтинг-продюсер — Трейси Катски.

## Оценка критиков
Счастливчик Луи получил смешанные отзывы от критиков. На ресурсе Metacritic он имеет 48 баллов из 100 на основании 19 отзывов.

## Выход на DVD
Канал HBO выпустил сериал на DVD 30 января 2007 года. Диск включает эпизод «Clowntime is Over» («Время клоунов вышло»), который не вышел в эфир, а также четыре комментария и записи со съемок.

## Полемика вокруг сериала
В августе 2006 года, во время показа сериала, Билл Донохью, президент Американской организации Католическая Лига религиозных и гражданских прав, опубликовал статью о Счастливчике Луи, назвав сериал «варварским». В статье приводился список сцен, которые организация посчитала непристойными, из вышедших к тому моменту 10 эпизодов. В январе 2007 года Луи Си Кей был приглашен в эфир радиошоу «Опи и Энтони» вместе с Джимом Нортоном, сыгравшим в сериале роль Рича. Донохью присоединился к шоу в качестве телефонного участника, и Си Кей заговорил с ним об этих комментариях по поводу Счастливчика Луи. Си Кей оспорил статью Донохью и обвинил его в искажении шоу и выдергивании деталей из контекста. Донохью признал, что, хотя статья подписана его именем, он никогда не видел ни одного эпизода сериала.